# Rita Roos
Pour les articles homonymes, voir Roos.
Rita Roos, née le 29 juin 1951 à Lichtensteig, est une personnalité politique suisse, membre du Parti démocrate-chrétien.
Elle est, aux côtés de Kathrin Hilber, la première femme élue au Conseil d'État du canton de Saint-Gall en 1996 et la première à présider le gouvernement en 1998.

## Biographie

### Origines et famille
Rita Roos naît Rita Niedermann le 29 juin 1951 à Lichtensteig, dans le canton de Saint-Gall. Elle est la troisième d'une fratrie de quatre enfants, tous des filles. Son père, Fritz Niedermann, est agent d'assurance ; sa mère se prénomme Idda.
Elle grandit à Lichtensteig et y habite à nouveau depuis 1995.
Elle est mariée depuis 1984 à Markus Roos, d'origine lucernoise, et sans enfant.

### Études et parcours professionnel
Après sa maturité gymnasiale passée en internat au Collège Sainte-Croix à Fribourg, elle obtient en 1975 une licence en droit de l'Université de Fribourg. Elle est l'assistante du professeur Luzius Wildhaber de 1976 à 1978 aux universités de Fribourg et de Bâle.
Une fois son brevet d'avocat du canton de Lucerne en poche, elle travaille comme juriste pour l'administration des impôts du canton de Lucerne de 1981 à 1984, puis ouvre son propre cabinet d'avocat en 1985 à Lichtensteig, qu'elle tient d'abord seule puis avec son époux. Elle est spécialisée en droit de la famille, en droit successoral et en droit foncier.
Après son retrait du gouvernement saint-gallois, elle séjourne deux ans aux États-Unis, où elle obtient en 2002 un Master of Laws de l'université de San Diego puis un diplôme en gestion d'entreprise. À son retour, après avoir repris sa pratique d'avocate, elle devient directrice pendant 12 ans de l'association Pro Infirmis, jusqu'en 2016,.

### Parcours politique
Approchée en 1988 par le président de la section locale du Parti démocrate-chrétien (PDC) pour être candidate au Conseil cantonal de Saint-Gall, elle accepte à condition de figurer en tête de liste après les sortants. Elle est élue et y siège de 1988 à 1996.
Elle est élue en mars 1996 au Conseil d'État du canton de Saint-Gall, en troisième place des sept élus. Elle est la première femme, aux côtés de Kathrin Hilber, à y siéger, de 1996 à 2000 à la tête du département de l'économie qu'elle restructure totalement, notamment en licenciant le secrétaire général (frère de l'ancien secrétaire général du PDC Iwan Rickenbacher (de)). Elle est la première à présider le gouvernement en 1998-1999,,.
Elle est candidate en 1999 au Conseil fédéral. Favorite, elle se voit cependant préférer Ruth Metzler le 11 mars 1999 au quatrième tour de scrutin par 126 voix contre 118 après avoir manqué son élection d'une voix au tour précédent,,. Dans une analyse comparant son échec à celui d'Eva Herzog face à Elisabeth Baume-Schneider en 2022, la Neue Zürcher Zeitung relève que si ses compétences et son expérience étaient reconnues, elle était perçue comme « revêche » (spröde).
L'année suivante, au terme d'une campagne où elle fait l'objet de nombreuses attaques et critiques notamment dans le Sankt Galler Tagblatt,,, elle arrive dernière des dix candidats au gouvernement saint-gallois au premier tour et se retire pour le second.

### Positionnement politique
Elle se réclame de l'aile sociale de son parti, mais se voit reprocher par la gauche un virage à droite après son accession au gouvernement.